# 남근 건축

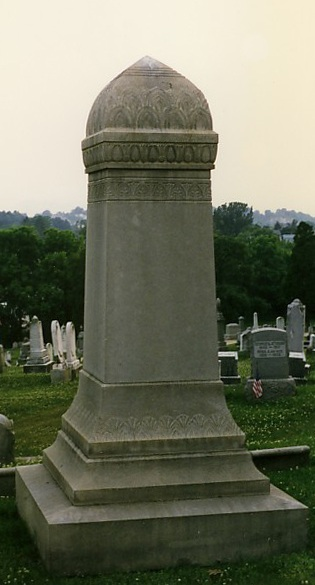
남근 모양 묘비

남근 건축은 의식적으로 또는 무의식적으로 인간의 음경을 상징적으로 표현한다. 의도적이든 아니든 인간의 음경과 닮은 건물들은 전 세계 여러 지역의 현지인과 관광객들에게 즐거움을 선사한다. 의도적인 남근 이미지는 고대 문화와 전통 유물에서 발견되는 고대 문화와의 연관성에서 발견된다.
고대 그리스와 고대 로마는 남근 축제를 기념하고 헤르메스, 신들의 전령을 기리기 위해 발기한 남근 형태의 사당을 지었다. 이 형상들은 발기한 남근을 들고 있는 모습으로 묘사된 고대 이집트 신 민과 관련이 있을 수 있다. 머리가 남근 모양인 여성 형상은 그리스와 유고슬라비아 전역에서 발견되었다. 남근 상징주의는 고대 바빌론 건축 전통에 널리 퍼져 있었다. 깊은 미신을 믿던 로마인들도 건축물과 가정용품에 남근 이미지를 자주 사용했다. 인도네시아, 인도, 한국, 일본을 포함한 극동의 여러 지역의 고대 문화권에서는 사원 모티프 및 일상생활의 다른 영역에서 남근을 다산의 상징으로 사용했다.
인류학, 사회학, 여성주의 학자들은 남근 건축, 특히 경관을 지배하는 거대한 마천루가 남성 지배, 권력, 정치적 권위의 상징으로 사용된다고 주장한다. 탑과 기타 수직 구조물은 의도치 않게 또는 잠재의식적으로 그러한 함의를 가질 수 있다. 남근으로 해석될 수 있는 현대 건축의 예는 많지만, 건축가가 디자인의 의도적인 측면으로 그러한 의미를 명시적으로 인용하거나 인정한 경우는 거의 없다.

## 역사 및 배경

### 고대 시대

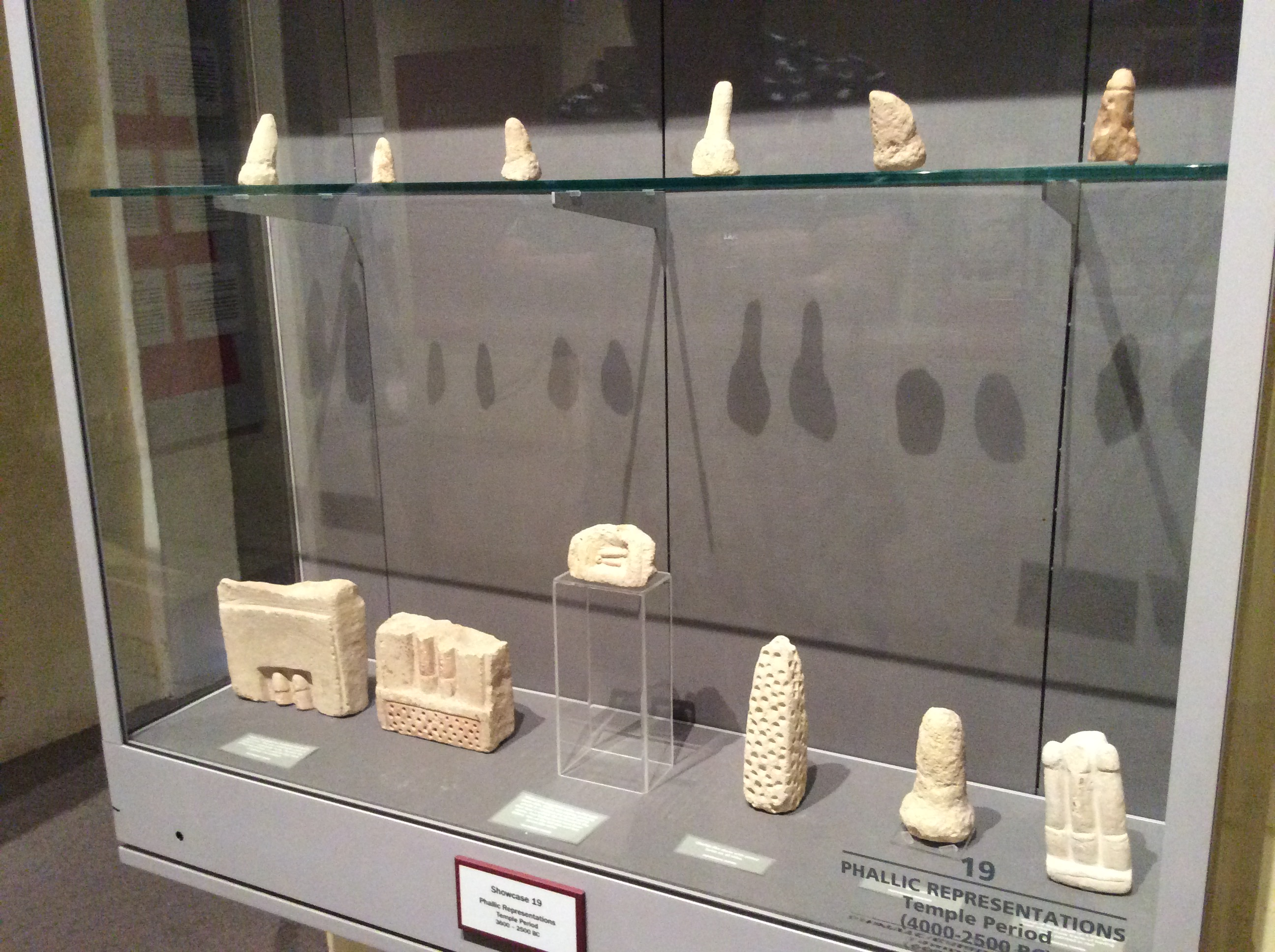
몰타 국립고고학박물관에 있는 사원 시대 (기원전 3500년 – 기원전 2500년)의 남근 유물

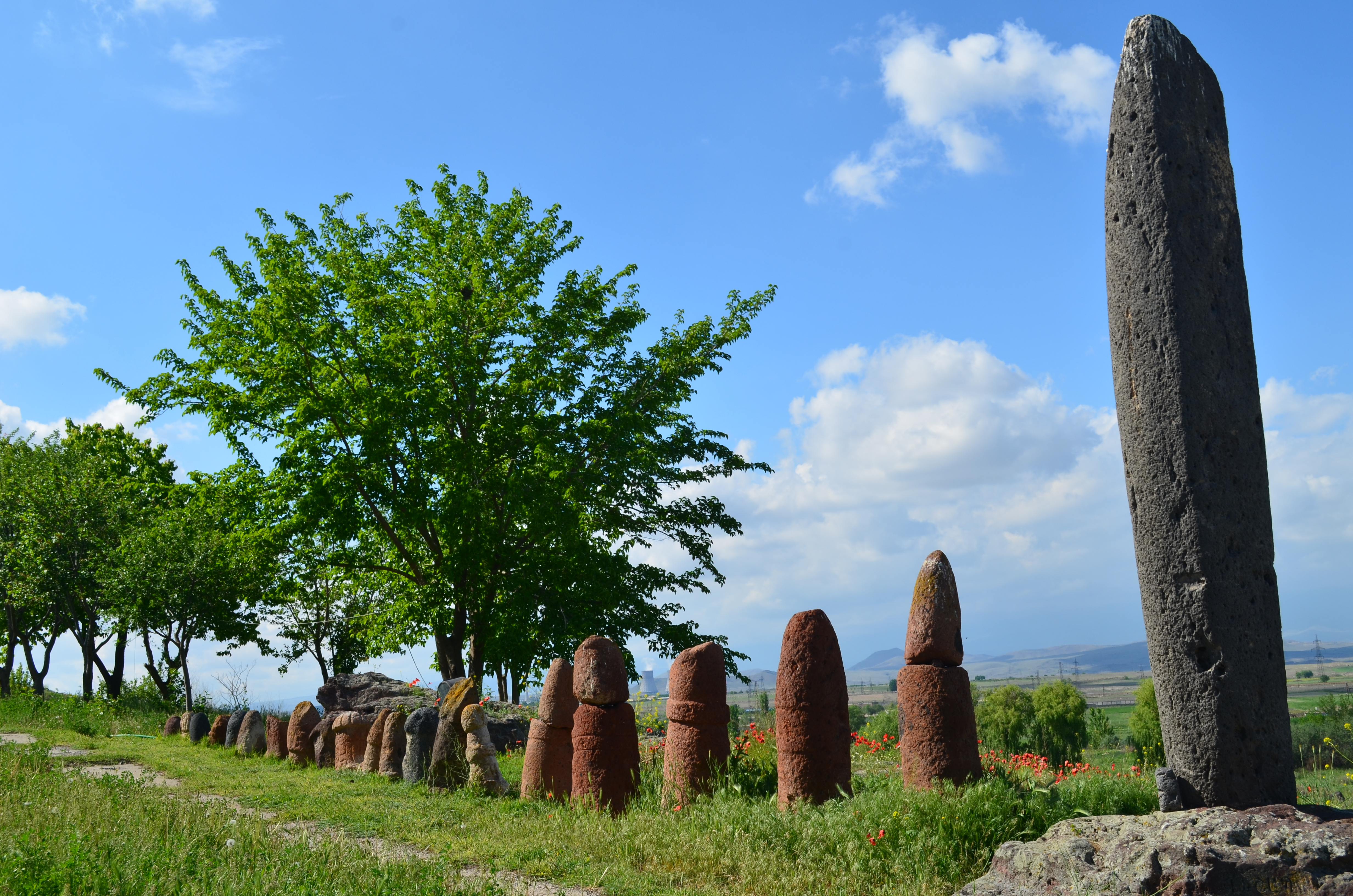
아르메니아 메차모르 유적지의 비샤프카르와 여러 개의 작은 남근 모양 석비

남근 건축은 고대 이집트와 그리스에서 두드러졌는데, 이곳에서는 생식기와 인간의 성(性)이 크게 주목받았다. 고대 그리스인들은 남근을 숭배하고 남근 축제를 기념했다. 그리스-로마 신 프리아포스는 다산의 신으로 숭배되었으며, 수많은 공공 건축물에서 거대한 남근을 가진 모습으로 묘사되었다.
그리스인들은 신들의 전령인 헤르메스를 기리기 위해 주요 공공 건물, 주택 입구, 도로변에 "헤름"이라고 불리는 사당을 정기적으로 지었다. 이 사당들은 일반적으로 "수염 난 남자의 머리가 위에 얹혀 있고, 머리 아래 기둥 표면에서 발기한 남근이 튀어나온 수직 기둥 형태"를 띠었다. 그들은 고대 이집트인들과 "서 있는 수염 난 왕의 모습으로 단순화된 몸, 한 팔은 들어 올리고 다른 손으로는 발기한 남근을 잡고 있는" 계곡의 신 민의 남근 이미지에서 영감을 얻었다고 여겨진다.
고대 그리스 역사가 헤로도토스는 고대 디오니소스제의 마을에서 여성들이 사람 몸집만한 거대한 남근 모양 기념물과 장식품을 들고 다니는 모습을 기록했다. 델로스섬에는 디오니소스의 상징인 거대한 남근을 지지하는 기둥이 있다. 이러한 유적지의 건물에 새겨진 남근 부조는 악을 막기 위한 액막이 장치로도 여겨졌다. 고대 그리스 사회에서 남근 건축과 조각이 정교하게 사용된 예는 북부 그리스의 네아 니코메디아와 같은 유적지에서도 볼 수 있다. 고대 도시를 발굴하던 고고학자들은 남근 모양 머리와 팔짱을 낀 통통한 여성의 점토 조각품을 발견했다.
신석기 시대의 남근 머리를 가진 유사한 여성 조각상은 그리스, 마케도니아, 그리고 옛 유고슬라비아의 일부 지역에서 발견되었다. 하만지아 문화의 조각상 대부분은 얼굴 특징이 없는 원통형의 남근 모양 머리를 가지고 있었지만, 특히 에게 문화의 일부 조각상은 꼬집은 코와 찢어진 눈을 가진 남근 모양 머리를 가진 조각 작품이었다. 고대 세계의 이 지역에서는 인간의 음경을 닮은 오벨리스크와 같은 구조물이 지어졌는데, 종종 남근 상징과 함께 인간의 다산과 남성의 성욕 및 오르가즘을 주장하는 의미를 담고 있었다. 남근 상징주의는 고대 바빌로니아 건축에서 널리 퍼져 있었고, 카메트 도상학에서는 오벨리스크가 남성적인 땅의 남근을 상징하는 것으로 여겨졌다.
고대 로마에서는 개별 작품으로서의 남근 건축이 고대 그리스나 이집트만큼 널리 퍼져 있지는 않았지만, 로마인들은 깊은 미신을 믿었으며 종종 남근 관련 요소를 건축물이나 가정용품으로 도입했다. 폼페이 (캄파니아주) 유적지를 발굴하던 고고학자들은 남근에 대한 집착을 드러내는 많은 꽃병, 장식품, 조각품을 발굴했으며, 또한 "여기에 행복이 깃든다"는 문구가 새겨진, 18인치 크기의 테라코타 남근이 빵집으로 추정되는 곳에서 튀어나온 것을 발견했고, 많은 로마인들은 악마의 눈을 막기 위해 남근 주구를 착용했다.
시칠리아 여성들 사이에서는 18세기까지 프리아포스 숭배가 계속되었다. 남근 봉헌물을 숭배하고 교회 제단에 놓기 전에 그러한 봉헌물에 입을 맞추었다. 건축적 및 작은 도구에서 남근에 대한 페티시즘은 중세 시대의 특정 영지주의 종파, 예를 들어 마니교에 의해서도 나타났으며, 마조히즘과 사디즘, 즉 일종의 종교적 채찍질과 관련이 있었다. 우상 형태의 작은 남근 모양 기념물, 심지어 꽃병, 반지, 술잔, 보석류도 잘 기록되어 있으며 중세 아일랜드 교회에서 발견될 수 있었다.
힌두교에서 힌두 트리무르티는 창조신 브라흐마, 유지신 비슈누, 파괴신 시바를 나타낸다. 인도에서 주요 신인 시바는 파괴신이면서 창조의 역할도 포함한다고 한다. 이 창조 역할은 링감으로 알려진 남근 상징으로 표현되거나 남근과 두 개의 고환으로 이루어진 남성 삼위일체 형태로 숭배된다. 링가 또는 남근은 인도 전역의 힌두 사원에서 흔히 볼 수 있는 특징으로, 부조나 다른 형태로 새겨져 있다. 촐라 제국 시대에 지어진 타밀나두주의 브리하디스와라 사원은 시바에게 헌정되었으며, 세포들 사이에 링감을 특징으로 한다. 이 사원은 특히 "천 개의 링감 홀"로 유명하다.
인도네시아에서 남근 링감과 여성 요니는 조화의 흔한 상징으로 남아 있다. 서자와주의 카세푸한 술탄 궁전 벽에는 수많은 링감-요니 조각이 있다. 인도네시아 연대기인 《바바드 타나 자위》에 따르면, 푸게르 왕자는 이미 죽은 아망쿠랏 2세 마타람 술탄의 남근에서 정액을 섭취함으로써 하느님으로부터 왕권을 얻었다.
동자와주 응안차르의 찬디 수쿠 사원은 10세기에 지어졌으며 시바에게 헌정되었다. 이 사원에는 성(性)과 다산을 노골적으로 묘사하는 수많은 부조가 있으며, 남근과 음문이 교미하는 모습이 새겨진 여러 석상도 있다. 이 사원은 피라미드 형태이며 전면에 부조와 조각상이 있다. 그중에는 음경을 쥐고 있는 남성 조각상과 납작한 등껍질을 가진 세 마리의 땅거북과가 있다. 이 사원에는 한때 네 개의 고환을 가진 인상적인 1.82미터 (5피트 11.5인치) 크기의 링가상이 있었는데, 이것은 현재 인도네시아 국립박물관에 소장되어 있다. 남근에 대한 언급은 캄보디아의 크메르 건축에서도 나타나며, 여러 크메르 사원에는 부조로 남근이 묘사되어 있다.
아프리카의 고대 말리인, 특히 젠네의 왕족들은 궁전 입구에 남근 모양의 기둥을 장식하고 벽에 남근 문양을 새겼다. 아프리카 전역의 많은 사원 기둥에서도 비슷한 특징을 볼 수 있는데, 서구 학자들은 이를 남근 상징으로 해석하는 경우가 많지만, 종종 더 미묘하고 다양한 해석의 여지가 있을 수 있다. 고대 이집트 파라오들처럼, 악숨의 왕들은 콘수와 같은 고대 에티오피아 도시들에 남근 기둥을 가진 사원들을 지었고, 남근을 표현한 거대한 기둥들도 마다가스카르에서 발견되었다. 고대 마야 문명에서는 남근 건축이 드물었지만, 특히 욱스말에는 상당수의 남근 모양 건축물이 있다. 그곳에는 남근 사원으로 알려진 사원과 남근 조각상 및 모티프가 있다.

### 현대

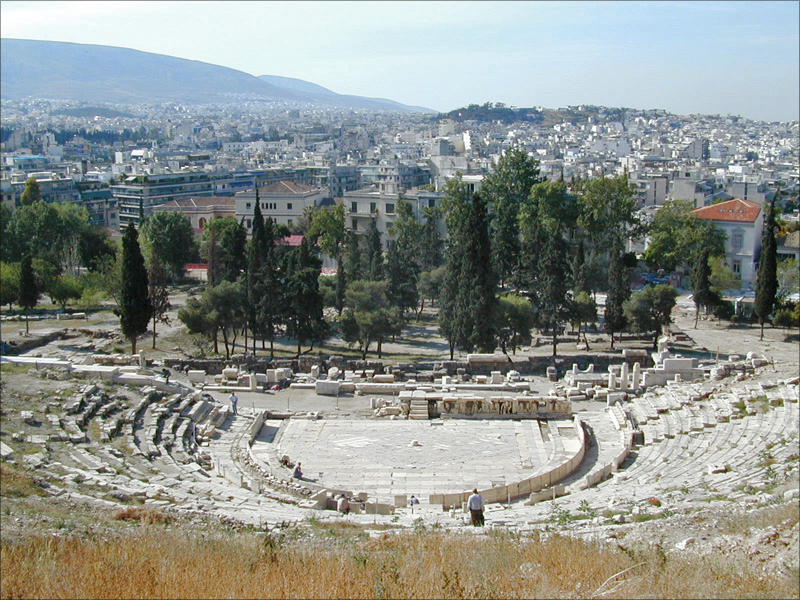
아테네의 디오니소스 극장. 폐허가 된 고대 그리스 극장의 남근 기둥은 여전히 볼 수 있다.

클로드 니콜라 르두는 17세기 건축 발전의 주요 지지자였다. 당시 서구 사회는 억압적이었고 공개적인 성(性)적 표현에 특히 민감했으며, 노골적이고 그래픽적인 남근 건축은 수치스럽고 부끄러운 행위로 간주되었을 것이다. 쇼(쇼 숲 근처의 이상적인 도시 계획)의 쾌락의 집을 위한 초기 초안에서 르두는 남녀의 결합, 성교와 삽입에 대한 생리적 해석을 바탕으로 알레고리적 아이디어를 디자인에 담았다. 개인 침실은 "건물의 원형 고리에서 튀어나오도록" 설계되었는데, 이는 삽입을 은유적으로 표현하고 원형 고리는 여성의 질 통로와 자궁을 나타낸다.
두 번째 수정된 디자인은 "높은 위치와 여성성을 승화"시켰으며, 원래 계획했던 여성 생식기를 나타내는 애니메이션 원형 고리가 없는 "고독한 남근"을 특징으로 한다고 한다. 르두는 그가 설계한 다른 건물들에서도 남근적이고 성적으로 자극적인 영감을 얻었다. 예를 들어, 그의 브장송 극장 디자인은 매춘과 고대 성 의례의 요구에 의해 추진되었다. 그러나 포르노 건축물로 악명을 떨친 장 자크 르쾨와 비교할 때 르두의 건축적 영감은 비교적 온건했으며, 그는 때때로 탑이 남근의 너무 명백한 표현으로 일반 사회에서 불쾌하게 여겨질 것을 인지하고 자신의 디자인에서 탑을 생략했다고 한다. 르두의 "잃어버린 발기"는 자크 라캉의 《남근의 중요성》에서 이러한 효과로 설명된다.
오스카 로이터스베르드에 따르면 18세기에 신고전주의 건축에 대한 관심은 남성적 활력에 대한 비슷한 관심과 동의어였고 그에 의해 동기 부여되었다. 프란체스코 콜론나의 《꿈의 폴리필리아》 (1467)와 조반니 바티스타 피라네시의 《캄포마르치오》 (1762)와 같은 작품들은 디자인과 숭배에서 남근 건축의 고대적 영향을 깊이 보여주며, 프리아푸스 사원과 건축물에 대한 수많은 삽화를 포함한다. 특히 피라네시는 그의 판화에서 "쾌락의 집과 더 유사한 신비로운 남근 숭배 건축의 원형"을 제시했다고 한다.
그는 카이사르 아우구스투스 흉상의 두 가지 디자인을 발견하고, 이들이 "두 개의 남근 모양 평면이 반원형 큐비쿨라를 관통하는" 성적 의례에 기반을 두었다고 결론지었다. 피라네시는 남근 디자인의 목적이 활력과 남성 재생력을 기념하는 것이라고 믿었다. 카를 아우구스트 에렌스베르드와 같은 다른 평론가들도 프리아푸스 사원과 남근 건축의 의미에 대한 삽화와 분석을 제공했다. 이러한 맥락에서 주목할 만한 작품으로는 스웨덴 룬드 대학교 미술사 연구소의 《활력의 신고전주의 사원과 남근 모양 평면을 가진 건물들》 (1977)이 있다.
미국, 특히 시카고와 뉴욕, 그리고 수많은 다른 국제 도시에서는 20세기 들어 남근 모양의 고층 빌딩이 솟아올랐다. 유명 건축가 르 코르뷔지에는 전통적인 장식 건축 대신 유럽에 이를 전파했다. 산텔리아의 주도로 이탈리아에서도 비슷한 미래 지향적 발전이 이루어졌는데, 이는 인간의 승리를 상징한다. 그러나 고대 시대의 노골적인 남근 건축물과 달리 현대 서구에서는 "남근 숭배의 신전"이 더욱 미묘하며, 종종 그렇게 해석될 수 있다. 건축가들 중 자신의 건축물 창조의 원천으로 인간의 음경을 구체적으로 인정한 경우는 거의 없다. 이탈리아 파시즘은 견고하고 불침투성인 남근 건축에 집착했다고 언급되었다. 지난 수십 년 동안 고층 남근 마천루는 중국, 홍콩, 대한민국, 그리고 다른 ASEAN/환태평양 국가들의 경제력을 추구하는 정부의 상징이 되었다. 중국은 GDP를 늘리기 위해 매년 수십억 달러를 고층 오피스 및 주거 건물에 투자하고 있으며, 이는 건물이 점유될 수 있는 속도보다 훨씬 빠르다.

## 상징주의
미술과 건축에서, 날카로운 수직 건물은 종종 남성성의 상징으로, 수평 건물은 더 여성적인 것으로 간주된다. "남근적 수직성", "남근적 발기성", "남근적 잔혹성"이라는 용어는 프랑스 사회학자 앙리 르페브르를 포함한 건축 이론가들이 언급했는데, 그는 남근 건축 양식의 건물이 은유적으로 "힘, 남성적 다산, 남성적 폭력"을 상징한다고 주장했다. 남근적 발기성은 "수직에 특별한 지위를 부여하며, 공간의 방향으로서 남성 중심주의를 선언"하는 반면, 남근적 잔혹성은 "추상적인 것에 머물지 않고, 정치적 권력의 잔혹성"이다.
르페브르는 고층 건물들의 의미에 대해 상당한 연구를 수행했다. 그는 "고층 빌딩, 특히 공공 및 국가 건물의 오만한 수직성은 시각적 영역에 남근적 또는 더 정확하게는 남성 중심적 요소를 도입한다. 이러한 과시, 즉 감동을 주고자 하는 목적은 각 관찰자에게 권위적인 인상을 전달하는 것이다. 수직성과 엄청난 높이는 잠재적 폭력적 힘의 공간적 표현이었다."라고 말했다. 지그문트 프로이트는 "높은 성취와 부의 획득을 우리의 음경에 대한 기념비 건설"에 비유했다.
19세기, 토머스 미칼은 초현실주의자들이 "콩코르드 광장의 이집트 룩소르 오벨리스크나 방돔 기둥과 같은 기념물의 남근적 상징성을 활용하여", "이러한 남근 구조물에 여성적 counterparts를 보완"했다고 주장한다. 예를 들어 쥘 브르통은 오벨리스크를 라 빌레트 도살장으로 옮겨서 여성이 장갑을 낀 손으로 오벨리스크를 암시적으로 잡는 디자인을 제안하고, 방돔 광장 기둥을 누드 여성이 기어오르는 공장 굴뚝으로 바꾸자고 제안했다.
오귀스트 바르톨디의 1870년 기념물 파리 방어(프랑스-프로이센 전쟁 중 레옹 강베타가 풍선으로 파리를 탈출한 것을 기념) 또한 19세기 말 파리 예술가들 사이에서 논쟁의 대상이 되었는데, 그들이 이 기념물이 고환을 닮았다고 믿었기 때문이다. 아르튀르 아르포는 이 기념물을 "거대한 성기, 풍선은 고환을 형성하고 남근은 수평으로 놓인" 형태로 만들자고 제안했으며, 브르통은 이를 교미하는 성기로 바꾸어 두 개의 고환을 형성하도록 쌍둥이 풍선을 추가하자고 제안했다.

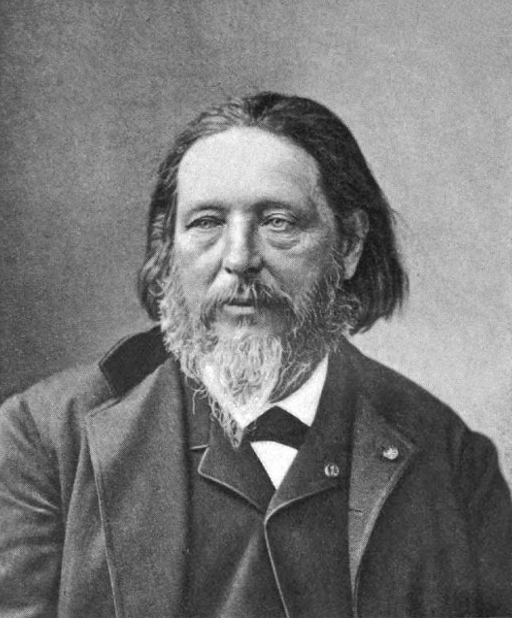
쥘 브르통 (1827–1906), 19세기 말 파리에서 남근 건축을 적극적으로 옹호한 프랑스 사실주의 화가.

건축 비평 분야의 현대 학자들은 건축과 신체, 성욕, 성, 권력, 장소 사이의 관계를 탐구해왔다. 특히 마르그리트 케네디와 같은 여성주의자들은 도시 경관에 우뚝 솟은 남근 모양의 건물을 "남성 지배, 권력, 합리적 도구주의의 남근 상징"으로 본다. 에스더 M. K. 청은 20세기 미국에서 발전한 기념비적인 고층 건물의 형태가 "권력의 남근 상징으로 읽힐 수 있다"고 믿는다. 현재의 추세는 "자연에 대한 과학과 기술의 우위"를 상징하며, "공상 과학 유토피아와 함께 모든 남성성을 통합"한다. 그러나 엘리자베스 그로스는 도시 디자인 이론에서 남근 중심주의에 대한 반론을 제시하며, "남근의 지배라기보다는 남성 또는 남성적인 것을 인간을 대표하는 것으로 광범위하게 인식하지 못하는 문제이다. 따라서 문제는 제거하는 것보다는 보편적인, 일반적인 인간 또는 불특정 주체라는 개념에 내재된 남성성을 드러내는 것이다."라고 말한다. 마크 C. 테일러는 그의 책 《미완성: 예술, 건축, 종교》에서 남근 건축과 건물을 남성적이거나 여성적으로 만드는 요인에 대해 논한다.

### 상징 및 성지

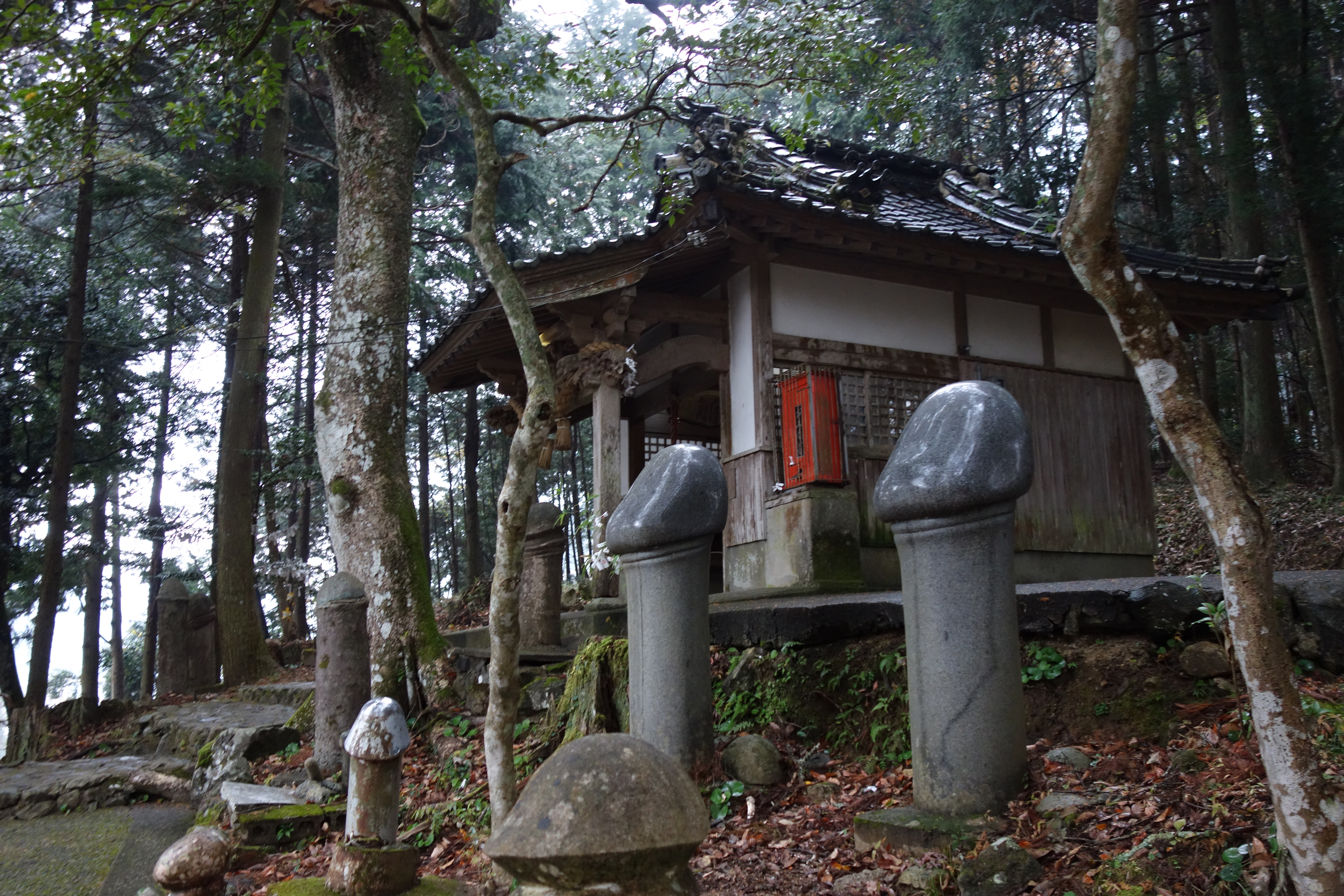
야마구치현의 마라칸논 신사. 신사 옆의 남근 모양 돌들은 다산의 상징으로 여겨진다.

현대 시대에 많은 조각가들은 다양한 정도로 미묘한 공공 남근 예술 작품들을 창조했다. 이러한 예 중 하나는 조각가 주앙 쿠틸레이루가 포르투갈 리스본 언덕 위에 세운 카네이션 혁명 기념 동상일 수 있다. 아마도 가장 훌륭한 남근 공동묘지의 예는 투르크메니스탄 국경 근처의 이란 북동부 언덕에 있는 칼리드 나비 공동묘지로, 곤바데 카부스에서 북동쪽으로 약 40 마일 (64 km) 떨어져 있다. 대중적인 믿음에 따르면, 이 공동묘지는 무함마드 탄생 40년 전인 서기 530년경에 태어난 이슬람 이전의 예언자 칼리드 나비의 무덤을 모신 곳이라고 한다. 이 고대 묘지에는 알려지지 않은 기원의 600여 개의 묘비가 있는데, 그 중 많은 것이 남근을 명확하게 표현하고 있다. 멀리서 보면 돌못처럼 보인다.
남근 신사는 극동 아시아, 특히 한국과 일본의 불교 지역에서 흔하며, 다산 또는 기세의 상징으로 여겨진다. 제주시의 용화사에는 남근 신사가 있는데, 여성 순례자들이 다산의 축복을 받기 위해 이곳을 방문한다. 이 남근 돌은 화강암으로 만들어졌으며 크기가 작고 흰색인데, 인근 들판에서 농부에 의해 발견되었다고 한다.
태국에서는 남근이 행운의 상징이자 다산을 나타내는 것으로도 여겨진다. 이 나라에는 남근 건축을 특징으로 하는 수많은 사당이 있다. 방콕의 차오 매 텁팀 신전에는 모든 모양과 크기의 백여 개가 넘는 채색된 발기한 나무 음경 조각상이 있는데, 이 조각상들은 특별한 우주적 힘을 가지고 있으며, 이 조각상들과 접촉하는 모든 사람에게 행운과 다산을 부여한다고 한다.
몽골 우부르항가이주에 위치한 하르호린 바위는 에르데네 주 사원 근처의 초원에 있는 플랫폼 위에 세워진 거대한 남근 조각상이다. 이 조각상은 두 가지 기능을 가지고 있다. 주로 승려들에게 금욕을 상기시키는 역할을 하지만, 다산과 인간 생명의 상징이기도 하다. 사원 근처에는 더 작은 남근 조각상도 있다. 대한민국강원특별자치도 삼척시 남쪽으로 약 20 킬로미터 (12 mi) 떨어진 해신당 공원 (일명 "남근 공원")은 여러 개의 발기된 조각상들을 포함하는 자연 공원이다. 한 처녀가 바다로 휩쓸려 익사하여 연인에게 구원받지 못했다는 비극적인 전설이 이 조각상들에 얽혀 있다. 마을 사람들은 비탄에 잠겨 무기력했고, 저주가 그들에게 내려져 지역 어업을 망치게 된 것 같았다. 어느 날, 한 지역 어부가 바다에서 용변을 보았고 기적적으로 어업이 다시 살아났다. 그는 죽음 너머에서 그녀의 불안한 영혼을 달래는 방법이 이렇다는 것을 발견했고, 그래서 마을 사람들은 그녀가 무덤 너머에서 성관계를 맺을 수 없었던 것을 보상하기 위해 해변이 보이는 곳에 성적으로 강력한 남근 조각상들을 배치했다. 조각상들은 크기와 스타일이 다양하다. 일부는 얼굴이 있고 더 생동감 있으며 다채롭지만, 다른 일부는 인간의 음경을 정확하게 묘사하고 있다.
부탄과 같은 일부 아시아 국가에서는 남근이 행운을 가져다주고 악령을 쫓아낸다는 믿음을 가지고 있다. 새집 외벽에는 남근 상징이 일상적으로 그려지며 (때로는 칼이나 단검 디자인과 교차하기도 함), 네 모서리의 새집 처마 밑에 나무로 조각된 남근이 매달려 있다. 파로 공항에서 팀부로 가는 도로에서는 주택, 상점, 음식점의 흰색 벽에 노골적인 남근 그림이 흔히 보인다. 치미 라캉 수도원에는 드루프카 킨레이에게 헌정된 사당이 있는데, 여러 개의 나무 음경이 아이를 낳거나 자녀의 복을 기원하며 순례하는 사람들을 축복하는 데 사용된다. 수도원에 눈에 띄게 전시된 남근은 은색 손잡이가 달린 갈색 나무 조각으로, 신성한 힘을 지닌 것으로 여겨지는 종교 유물이며 따라서 영적으로 지향하는 사람들을 축복하는 데 사용된다. 또한 이러한 상징이 그려진 집에서는 가족 구성원 간의 다툼을 막아준다고도 한다.

## 건물 및 구조물

### 피사의 사탑
이탈리아 피사에 있는 피사의 사탑은 약 1173년에 지어졌으며 오랫동안 구조적인 문제에 시달렸다. 이 탑은 8층 높이의 55.86 미터 (183.3 ft)이며, 1990년 복원 작업 전에는 5.5도 기울어져 있었다. 현재는 약 4도 기울어져 있지만, 기초 문제로 인해 매년 약 1mm씩 계속 침하하고 있다. 이 탑이 음경을 닮은 모습 때문에 "피사의 사탑"은 절반쯤 발기한 음경을 뜻하는 성적인 속어로 사용되어 왔다.

### 넬슨 기념탑
넬슨 기념탑은 허레이쇼 넬슨 제독을 기리는 기념물로, 1840년부터 1843년까지 트라팔가르 해전에서 넬슨의 승리를 기념하기 위해 감사하는 국가에 의해 세워졌다. 그러나 넬슨 기념 위원회는 공공 모금으로 20,485파운드만 모금한 후 자금이 바닥났다. 기둥은 화강암 샤프트가 있는 코린트 양식이다. 로런스 더럴은 그의 시 《선량한 넬슨 경의 발라드》에서 "이제 남근 모양으로 굳게 기둥에 선 / 트라팔가르 광장의 넬슨 스틸리테스 / 영국인에게 한때 그들이 무엇이었는지 상기시킨다"는 여러 의미를 담은 구절을 포함했다.

### 콜론나 메디테라니아

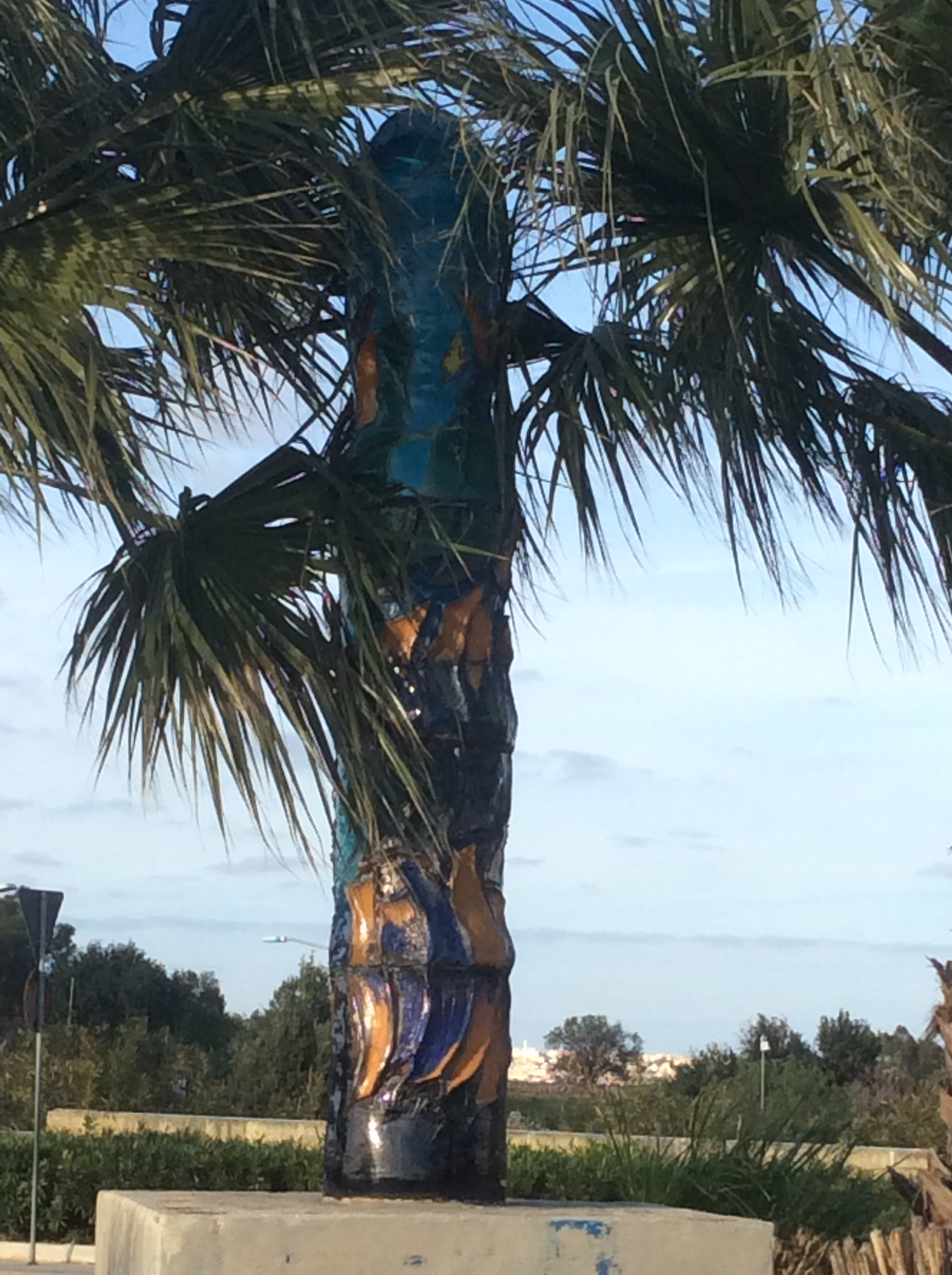
루아의 콜론나 메디테라니아 (몰타)

콜론나 메디테라니아는 몰타 루아에 있는 기념비적인 기둥이다. 작가 파울 벨라 크리티엔은 이를 "이집트 상징"이라고 묘사했다. 그러나 언뜻 보기에는 커다란 음경과 비슷해 보였고, 따라서 대체로 "남근 기념물"로 묘사되었다. 이 기념물은 교황 베네딕토 16세가 몰타를 방문하기 전과 방문 기간 동안 교황의 차량이 이 기둥 옆을 지나가도록 계획되면서 여러 국제 언론의 주목을 받았다. 마찬가지로 같은 작가는 또 다른 기념비적인 기둥인 콜론나 에테르나를 만들었는데, 이 또한 비평가들로부터 남근적이라는 평가를 받았다.

### 룩소르 오벨리스크
프랑스 파리의 콩코르드 광장에 서 있는 룩소르 오벨리스크는 1800년대에 이집트인들이 프랑스에 준 것이다. 23-미터 (75-피트) 높이의 이 오벨리스크는 원래 룩소르 신전 앞에 서 있었으며, 이집트 제19왕조의 파라오 람세스 2세를 기리는 것이었다. 마이클 D. 가발에 따르면, 프랑스인들은 이 오벨리스크가 도착한 순간부터 "엄청나게 남근적"이라고 인식했다.

### 동방명주탑
상하이시 푸둥 신구 루자쭈이에 위치한 동방명주탑은 높이 468 미터 (1,535 ft)로 세계에서 세 번째로 높은 TV 및 라디오 타워이자 아시아에서 가장 높은 건물이다. 이 타워에는 식당, 극장, 회의장, 호텔이 있으며 도시의 주요 관광 명소이다. 그러나 이 타워는 엇갈린 평가를 받고 있다. 뉴욕 타임스는 이 타워를 "실로 기념비적인 추악함을 지닌 거대한 남근 괴물, 꼭대기에 은색 공이 달린 거대한 아스파라거스 같다"고 묘사했다. 길고 강철로 된 이 기둥형 타워는 일부 사람들에게 도시의 남근 숭배의 증거로 여겨지며, 이러한 고층 빌딩이 중국 도시의 물질주의자들에게 부의 증가하는 최음제라고 말한다.

### 도하 타워
이전에는 버즈 도하나 버즈 카타르로 불렸던 도하 타워는 프랑스 건축가 장 누벨이 설계했다. 2004년 이 프로젝트는 처음에는 "고층 오피스 빌딩"이라고 불렸다. 2012년에 완공된 후, 소유주인 셰이크 사우드 빈 무함마드 알 타니는 원래 이 건물을 "버즈 도하"라고 불렀다.
대중은 이 건물의 "남근 형태"에 주목했으며, 누벨이 말하는 "완전히 가정된 남성성"을 암시한다.

### 링컨 주 의사당
링컨 주 의사당 건물은 남근 건축의 "정점"으로 꼽힌다. 15층 높이의 400 피트 (120 m)인 이 건물은 34층의 루이지애나 주 의사당에 이어 미국 주 청사 중 두 번째로 높다. 링컨 (네브래스카주)에서 가장 높은 건물이며, 주 전체에서는 세 번째로 높으며, 북미에서 가장 무거운 의사당 건물이다. 이 건물은 버트럼 굿휴가 설계했으며, 고전주의 건축과 고딕 건축 전통을 따랐다. 1922년부터 1932년까지 인디애나 석회암으로 지어졌으며, 황금 돔이 있다. 이 건물은 남근 모양 때문에 "평원의 남근"이라는 별명이 붙었다.

### 30 세인트 메리 액스
30 세인트 메리 액스는 런던에서 2004년 4월에 개장했다. 노먼 포스터가 설계한 이 180 미터 (590 ft) 구조물은 런던 최초의 환경적으로 지속 가능한 고층 건물로, 재활용 및 재활용 가능한 재료를 사용하여 남근과 오이에 비유되었는데, 오이도 "작은 음경"의 속어이다. 이 건물의 별명으로는 오이 (Gherkin), 에로틱 오이 (Erotic Gherkin), 우뚝 솟은 암시 (Towering Innuendo), 크리스탈 남근 (Crystal Phallus) 등이 있다. 또한 "남근적인 굵은 시가"에 비유되기도 하는 이 건물은 "조잡한 해부학적 은유"로 언급되었지만, 런던의 가장 상징적인 건물 중 하나가 되었다. 《캐비닛》은 이 건물을 "세계에서 가장 포경 안 된 건물"로 선정했다.

### 토레 아그바르
토레 아그바르는 스페인 바르셀로나 포블레노우 지역의 플라사 데 레스 글로리에스 카탈라네스에 위치한 38층짜리 마천루이다. 장 누벨이 설계했으며, 바르셀로나 수도 회사인 아궤스 데 바르셀로나를 포함한 지주 회사인 아그바르 그룹의 소유주 이름을 따서 명명되었다. 도시의 하이테크 건축의 한 예인 이 디자인은 여러 가지 건축 개념을 결합하여, 철근 콘크리트로 지어지고 유리 파사드로 덮여 있으며, 구조 콘크리트에서 잘라낸 4,500개 이상의 창 (건축) 개구부가 있는 인상적인 구조를 탄생시켰다. 이 건물은 바르셀로나의 스카이라인에서 두드러진다. 도시에서 세 번째로 높은 건물로, 높이 144.44 m (473.9 ft)이며, 50,000제곱미터가 넘는 면적 중 30,000제곱미터는 사무실이다. 2,500개의 LED 전구가 밤에는 타워의 색깔을 변화시킨다. 2005년 9월 16일 스페인 국왕에 의해 공식적으로 개장되었다. 누벨은 이 건물이 간헐천과 몬세라트 산에서 영감을 받았다고 주장하지만, 남근적인 모습도 인정한다. 많은 사람들이 이 건물을 남근에 비유하지만, 현지인들은 이 건물을 엘 수포시토리 (좌약, 직장 (해부학)이나 질에 삽입하는 약물 전달 시스템)라고 부른다.

### 워싱턴 기념탑
워싱턴 D.C.의 워싱턴 기념탑은 종종 남근 건축과 미국 남성성의 대표적인 예로 간주된다. 대리암, 화강암, 편마암으로 만들어진 이 거대한 기념탑은 미국 국립공원관리청에 따르면 높이 555 피트 5 1⁄8 인치 (169.294 m)로 세계에서 가장 높은 석조 구조물이자 가장 높은 오벨리스크이다. 기념탑 건설은 1848년에 시작되어 1854년부터 1877년까지 중단되었고, 1884년에 완공되었다. 1911년 10월 17일자 잡지 리뷰에서 아널드 베넷은 이 기념탑에 대해 "워싱턴 기념탑을 보았다. 남근적이다. 끔찍하다. 국가적 재앙 - 앨버트 기념관과 맞먹는다. 그 안으로 들어가려고 기다리는 작은 인형 같은 사람들."이라고 말했다. 댄 버스타인은 이에 대해 "성 상징에 대해 말하자면, 워싱턴 기념탑보다 더 남근적인 상징은 존재하지 않으며, 국회의사당 돔은 가슴 모양으로 볼 수 있다"고 말한다. 제임스 웹은 워싱턴 기념탑의 "고양시키는" 힘을 흰 남근이 "총검처럼 공중을 꿰뚫는" 것에 비유하여 칭찬했다. 미래 배경 영화 《하드와이어드》에서, 모든 중요한 것이 상업화된 미국에서 워싱턴 기념탑은 거대한 트로잔 콘돔 광고판으로 사용된다.

### 입실랜티 워터 타워

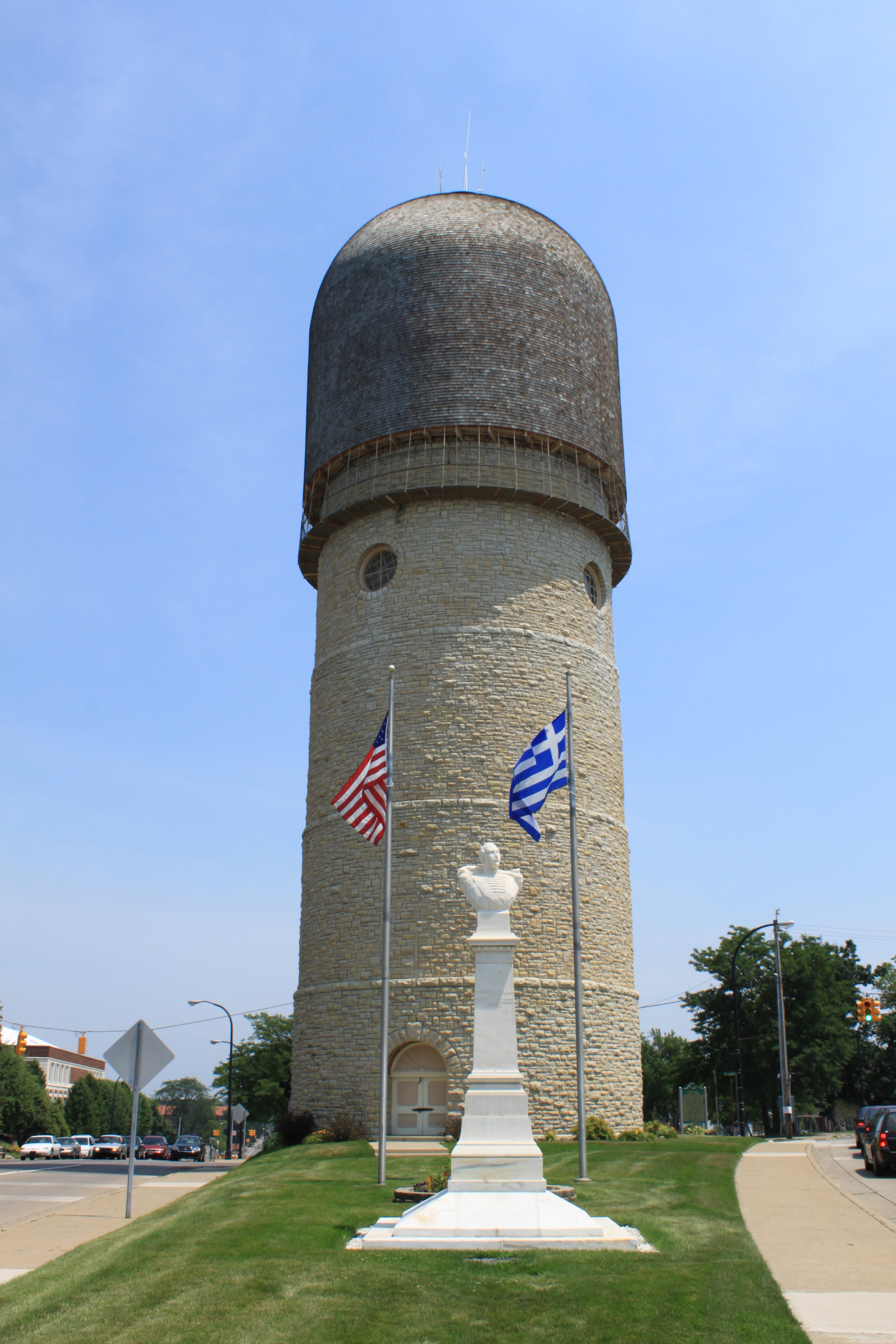
입실랜티 워터 타워, 입실랜티, 미시간주, "가장 남근적인 건물 콘테스트" 우승작

입실랜티 워터 타워는 미국 미시간주입실랜티에 있는 유서 깊은 급수탑으로, 1981년 미국 국립사적지 건물로 등재되었다. 이 타워는 윌리엄 R. 코츠가 설계했으며, 1889년에 시작된 정교한 도시 수도 시설 프로젝트의 일환으로 건설되었다. 입실랜티에서 가장 높은 지점에 위치한 이 타워는 1890년에 21,435.63달러의 비용으로 완공되었다. 오늘날 이 타워는 남근 모양 때문에 자주 농담거리가 되며 "벽돌 딕"이라는 별명을 얻었다.
이 타워는 입실랜티의 유명한 랜드마크가 되었으며, 건물의 모양과 위치 때문에 주민들은 방문객이나 주민들에게 길을 안내할 때 이 타워를 자주 사용한다. 이기 팝은 1996년 인터뷰에서 이 타워에 대해 "입실랜티에서 가장 유명한 것은 약 175년 된 벽돌로 만든 급수탑이다. 이 거대한 음경처럼 생겼다"고 말했다.
2003년 《캐비닛》 잡지에서 "세계에서 가장 남근적인 건물 콘테스트"가 열렸다. 이 콘테스트는 작가 조너선 에임스가 그의 책 《내가 당신을 아는 것보다 더 사랑해》에 나중에 출판된 일기에서 뉴욕주뉴욕브루클린의 윌리엄스버그 저축은행 타워가 세계에서 가장 남근적인 건물이라고 주장하면서 《슬레이트》 독자들의 분노를 샀을 때 시작되었다. 이로 인해 《캐비닛》 잡지는 어떤 건물이 진정으로 "세계에서 가장 남근적인" 건물인지 자체적으로 찾아 나섰다. 그 후 도시와 독자들이 잡지 편집자들에게 의견을 쏟아내고 주장을 펼쳤다. 수개월간의 응모와 논의 끝에 입실랜티 워터 타워가 우승자로 발표되었고, 독자 투표에서는 탤러해시의 플로리다 주 의사당 건물이 우승했다. 주목할 만한 다른 후보로는 바르셀로나의 토레 아그바르가 있었다.

### 시드니 하이드 파크 오벨리스크
시드니하이드 파크 (시드니)의 엘리자베스 스트리트 (시드니)와 바서스트 스트리트 (시드니) 교차로에 위치한 22-미터 (72 ft) 높이의 하이드 파크 오벨리스크는 이전에는 하수도 환기구였으며, 현재는 시드니 CBD의 주목할 만한 랜드마크이다. 이 건물의 남근 모양은 2014년 11월 7일, 뉴사우스웨일스 에이즈 협회 (ACON)가 HIV 인식 캠페인의 일환으로 오벨리스크 위에 거대한 콘돔을 일시적으로 설치하면서 강조되었다. 이 설치물은 많은 언론의 관심을 끌었고—수많은 남근적 암시를 포함하여—오스트레일리아 기독교 로비의 분노를 샀다.

## 같이 보기
- 노먼 포스터
- 남근 행렬
- 부탄의 남근 그림
- 남근 그래피티